# Winchester Bay
Winchester Bay es un lugar designado por el censo ubicado en el condado de Douglas en el estado estadounidense de Oregón. En el año 2000 tenía una población de 488 habitantes y una densidad poblacional de 70,9 personas por km².

## Geografía
Winchester Bay se encuentra ubicada en las coordenadas 43°40′30″N 124°10′45″O / 43.67500, -124.17917.

## Demografía
Según la Oficina del Censo en 2000 los ingresos medios por hogar en la localidad eran de $30.139, y los ingresos medios por familia eran $37.292. Los hombres tenían unos ingresos medios de $30.625 frente a los $22.321 para las mujeres. La renta per cápita para la localidad era de $17.307. Alrededor del 21,3% de la población estaban por debajo del umbral de pobreza.